# 니콜 가르시아
니콜 가르시아(Nicole Garcia, 1946년 4월 22일 ~ )는 프랑스의 배우, 영화 감독이다.

## 작품 목록

### 영화 연출
- Un week-end sur deux (1990)
- Le Fils préféré (1994)
- 방돔 광장 (1998)
- 적 (2002, L'Adversaire)
- 샤를리에 따르면 (2006, Selon Charlie)
- 뷰 오브 러브 (2010, Un balcon sur la mer)
- 고잉 어웨이 (2013, Un beau dimanche)
- 달나라에 사는 여인 (2016)
- 아망떼 (2020)

### 영화 출연
- 명화 도난 소동 (1968)
- 축제는 시작된다 (1975)
- Le Corps de mon ennemi (1976)
- 바람둥이 피아니스트 (1979, Le Cavaleur)
- 내 미국 삼촌 (1980)
- 사랑과 슬픔의 볼레로 (1981)
- 좋은 아버지 (1981, Beau-père)
- 꿈꾸는 종업원 (1983, Garçon !)
- Péril en la demeure (1985)
- 제4의 권력 (1985, Le Quatrième Pouvoir)
- 남과 여 20년 후 (1986, Un homme et une femme : Vingt ans déjà)
- 로스트 & 파운드 (1999)
- 베티 피셔 앤 아더 스토리즈 (2001, Betty Fisher et autres histoires)
- 고잉 사우스 (2009)
- 트루 시크릿 (2019)
- 어느 멋진 아침 (2022)

### 텔레비전 출연
- 뤼팽 (2021)

## 수상
- 1980 세자르상 여우조연상
- 1985, 2001 몬트리올 국제 영화제 여우주연상